# 宇城北部広域農道
宇城北部広域農道（うきほくぶこういきのうどう）は、熊本県上益城郡嘉島町から熊本市南区（城南町・富合町）宇土市を経て宇城市不知火町に至る広域農道である。 愛称は｢うきうきロード｣。1999年（平成11年）開通。

## 概要
- 総陸上距離:15.9km
- 起点：熊本県上益城郡嘉島町下仲間（熊本県道50号熊本嘉島線・熊本県道182号田迎木原線交点）
- 終点：熊本県宇城市不知火町高良（国道266号・熊本県道338号八代不知火線交点）

## 通過する自治体
- 熊本県
  - 上益城郡嘉島町 - 熊本市南区（城南町・富合町） - 宇土市 - 宇城市（不知火町）

## 交差する道路
| 交差する道路                             | 交差する場所       | 起点から(km) |
| ---------------------------------------- | ------------------ | ------------ |
| 熊本県道182号田迎木原線（旧道）          |                    |              |
| 熊本県道50号熊本嘉島線                   | 嘉島町下仲間       |              |
| 熊本県道241号千町廻江線                  | （城南町丹生宮）   |              |
| 熊本県道182号田迎木原線                  | 榎津               |              |
| 熊本県道38号宇土甲佐線                   | 平原               |              |
| 国道3号（松橋バイパス）                  | （宇土市岩古曽町） |              |
| 熊本県道14号八代鏡宇土線（宇土バイパス） | （宇土市松山町）   |              |
| 熊本県道297号川尻宇土線                  | 松山町             |              |
| 国道266号                                | 不知火町高良       |              |
| 熊本県道338号八代不知火線                |                    |              |

## 周辺情報
- 緑川（城南橋、起点）
- 浜戸川
- 八代海（不知火海）
- 熊本宇城農業協同組合直売所 サンサンうきっ子・宇城彩館 下北店（榎津交差点）
- 木原不動尊
- 熊本市立富合中学校
- 熊本県立こころの医療センター
- カネムラエコワークス
- トライアル宇土店
- 大阪製鐵西日本熊本工場
- 宇城市役所不知火支所（旧・不知火町庁舎）